# Luis González Bravo
Luis González Bravo (Cádis, 8 de julho de 1811 — Biarritz, 1 de setembro de 1871) foi um jornalista e político espanhol.
Estudou direito em Alcalá de Henares. Militante do partido progressista durante a Regência de Maria Cristina de Bourbon, participou na Milícia Nacional. Foi deputado por Cádiz em 1841, adquirindo mais temperança e moderação, o que lhe permitiu, com o apoio de Ramón María Narváez y Campos, ser nomeado Presidente do Conselho de Ministros, de 5 de dezembro de 1843 a 3 de maio de 1844. Trabalhou para Narváez dissolvendo a Milícia Nacional e os ajuntamentos, impôs a censura à imprensa e acusou Salustiano Olózaga de intrigar contra a futura rainha Isabel II, quando era Presidente do Conselho. Criou a Guarda Civil.
Sua caída do governo o levou como diplomata a Lisboa. Depois de seu regresso à Espanha e antes de seu discurso violento contra os próprios companheiros que o haviam apoiado, fugiu durante a revolução de 1854, temendo por sua vida. Já em 1864, foi nomeado Ministro do Governo com Narváez, quando a política espanhola havia adquirido um claro tom reacionário, sendo responsável pelos chamados sucessos da noite de São Daniel. Demitiu-se em 1865 e regressou ao cargo no ano seguinte. Em 1868 foi nomeado, novamente, para a Presidência Conselho de Ministros. Sua atuação visceral foi mais um dos elementos que desataram a revolução de 1868 que deu passo ao Sexênio Revolucionário e à queda de Isabel II. Exilou-se em Biarritz e se uniu aos carlistas. Foi membro da Real Academia Espanhola.